# Morenii Noi, Ungheni
Morenii Noi este satul de reședință al comunei cu același nume  din raionul Ungheni, Republica Moldova.